# I Don't Believe We've Met (альбом Деніелл Бредбері)
«I Don't Believe We've Met» — другий студійний альбом американської кантрі-співачки Деніелл Бредбері, який вийшов 1 грудня 2017 року. Назва альбому, обкладинку і список композицій були опубліковані 4 серпня 2017 року. За словами Бредбері, альбом слугує її «поверненням» у світ музики, оскільки пройшло чотири роки після виходу її дебютного альбому.

## Комерційні показники
Альбом дебютував під № 41 у Billboard 200 та № 6 в Top Country Albums, розійшовшись у перший тиждень 11 100 копіями. Станом на березень 2018 року, альбому було продано 21,900 копій у Сполучених Штатах.

## Критика
Стівен Томас Ерлевайн з Allmusic писав, що «другий альбом виконавиці вписується в музичний пейзаж 2017 року, наповнений у великих дозах електронікою, відтінками душі, та ретро спогадами». Laura Hostelley із Sounds Like Nashville говорила про альбом: «більше не обмежена традиціями кантрі, Деніелл експериментує з поп та R&B в тон, щоб створити своє власне звучання».

## Сингли
Головний сингл альбому — «Sway» вийшов 2 червня 2017 року. Сингл потрапив на радіо 28 серпня 2017 року.
«Worth It» був доступний в радіо 26 лютого 2018 року і офіційно вийшов 5 березня 2018 року як другий офіційний сингл.

### Промо-сингли
Перший рекламний сингл альбому — «Human Diary» вийшов 11 серпня 2017 року разом з відеокліпом «instant grat».
«Hello Summer» вийшов як другий промо-сингл 22 вересня 2017 року.
Третій рекламний сингл «Potential» вийшов 20 жовтня 2017 року.

## Список композицій
| №                    | Назва                    | Автори                                                  | Продюсери            | Тривалість |
| -------------------- | ------------------------ | ------------------------------------------------------- | -------------------- | ---------- |
| 1.                   | «Sway»                   | - Danielle Bradbery - Johan Fansson - Emily Weisband    | - Josh Kerr          | 3:32       |
| 2.                   | «Potential»              | - Bradbery - Weisband - Johan Lindbrandt                | - Kerr               | 3:37       |
| 3.                   | «What Are We Doing»      | - Bradbery - Weisband - Sam Ellis - Thomas Rhett        | - Ellis              | 3:20       |
| 4.                   | «Worth It»               | - Bradbery - Jeff Pardo - Molly Reed                    | - Kerr               | 3:28       |
| 5.                   | «Can't Stay Mad»         | - Bradbery - Ian Franzino - Andrew Haas - Steph Jones   | - Afterhrs           | 3:28       |
| 6.                   | «Messy»                  | - Bradbery - Kerr - Hannah Ellis                        | - Kerr               | 3:25       |
| 7.                   | «Red Wine + White Couch» | - Weisband - Nicolle Galyon - Alysa Vanderheym          | - Vanderheym         | 3:11       |
| 8.                   | «Hello Summer»           | - Rhett - Rhett Akins - Julian Bunetta - Jaren Johnston | - Bunetta            | 3:00       |
| 9.                   | «Human Diary»            | - Kerr - Weisband                                       | - Kerr               | 3:46       |
| 10.                  | «Laying Low»             | - Bradbery - Jason Gantt - Heather Morgan               | - Gantt              | 2:50       |
| Загальна тривалість: | Загальна тривалість:     | Загальна тривалість:                                    | Загальна тривалість: | 33:37      |

## Чарти
| Чарт (2017)                    | Найвища позиція |
| ------------------------------ | --------------- |
| Billboard 200                  | 41              |
| Top Country Albums (Billboard) | 6               |